# Milt Gabler
Milt Gabler (Harlem, 20 maggio 1911 – Manhattan, 20 luglio 2001) è stato un produttore discografico statunitense, apportatore di numerose innovazioni, nell'industria della registrazione musicale, nel XX secolo.

## Biografia
Gabler nacque ad Harlem, quartiere newyorkese nel distretto di Manhattan, da Julius e Susie Kasindorf. I suoi nonni erano immigrati ebrei  da Vienna e Rostov. All'età di 15 anni, iniziò a lavorare con suo padre, al Commodore Radio Corporation, un negozio di radio ubicato nella East 42nd Street a New York City.
Intorno alla metà degli anni trenta, Gabler cambiò il nome dell'azienda in Commodore Music Shop ed essa divenne un punto focale per gli appassionati di jazz e i musicisti in genere. Nel 1933 Gabler iniziò ad acquistare copie di registrazioni dalle case discografiche per rivenderle, facendo di lui la prima persona ad affrontare le ristampe, il primo a vendere dischi per corrispondenza e anche il primo ad accreditare tutti i musicisti sulle registrazioni.
Gabler avviato una speciale etichetta UHCA (United Hot Club of America), intorno al 1935, per la ristampa selezionata di 78 giri pubblicati in precedenza da altre etichette discografiche. Era così in grado di garantire molti dischi di jazz importanti tra cui il disco del 1931, Joe Venuti-Eddie Lang all star session (della ARC), Bessie Smith's final session (della Okeh), un brano di Frank Trumbauer, Bix Beiderbecke e Miff Mole (anche della Okeh). Queste ristampe erano realizzate dai master originali a 78 giri e furono strumentali nel diffondere il concetto di raccolta di esecuzioni classiche del passato. Un certo numero di pezzi incisi su dischi Paramount vennero doppiati da copie perfette e pubblicati da UHCA. Il suono era sorprendentemente buono per un doppiaggio.
Nel 1937 egli aprì un nuovo negozio nella 52nd Street, ed organizzò una serie di jam session in un club vicino, il Jimmy Ryan's. A seguito dell'inizio di queste registrazioni creò una propria etichetta discografica, la Commodore Records. Il suo ruolo di produttore musicale in poco tempo superò quello di tutte le altre attività ed egli registrò molti degli artisti jazz di punta del tempo. Una cliente abituale, Billie Holiday, visto che la sua casa discografica, Columbia, nicchiava alla sua richiesta di pubblicazione della canzone "Strange Fruit", offrì la stessa a Gabler. Dopo avere ottenuto l'autorizzazione necessaria, pubblicò la sua canzone su Commodore nel 1939, incrementando la sua carriera e pubblicando ciò che, dagli anni sessanta in poi, la rivista Time chiamò canzone del secolo.

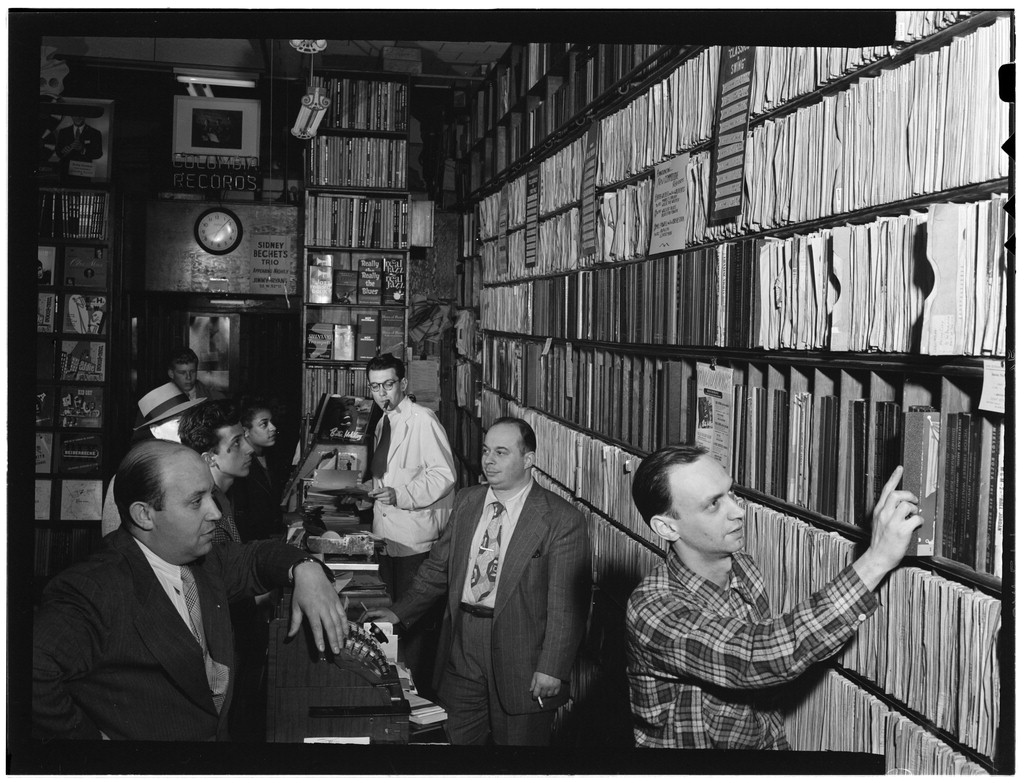
Milt Gabler (a sinistra), Herbie Hill, Lou Blum, Jack Crystal. Nel Commodore Record Shop, agosto 1947.
Photografia di William P. Gottlieb.

Il successo della Commodore Records inevitabilmente portò led ad un'offerta di creare una società con le maggiori etichette discografiche. Egli ricevette un'offerta dalla Decca Records nel 1941 e lasciò il negozio nelle mani del cognato Jack Crystal. Gabler iniziò presto a lavorare con i più importanti artisti degli anni 1940, producendo una serie di hits comprese Flying Home di Lionel Hampton, Lover Man di Billie Holiday e Rum and Coca Cola delle Andrews Sisters. Fu anche il primo a far registrare assieme Louis Armstrong ed Ella Fitzgerald.
Messo a capo della sussidiaria della Decca, Coral, egli espandette la sua attività, producendo hits per la cantante country Red Foley, il gruppo folk di sinistra The Weavers, Peggy Lee, The Ink Spots e Sammy Davis Jr.. Nel 1946 scrisse e produsse il singolo di Louis Jordan, "Choo Choo Ch'Boogie", un'anticipazione della rivoluzione musicale che era alle porte.
Gabler contribuì ad un altro pezzo di storia quando mise sotto contratto il cantante Bill Haley per la Decca Records. Egli iniziò la prima sessione di incisione nell'aprile del 1954, gran parte della quale venne dedicata al taglio di una canzone che la società pensava fosse la più probabile delle due ad essere registrata quel giorno. I loro sforzi su "13 Women" lasciarono solo dieci minuti per la seconda canzone, che Gabler registrò con un livello insolitamente alto di suono dopo un brevissimo controllo. Rock Around the Clock venne tagliata in due e cambiò il volto della musica pop. Gabler poi commentò:"Tutti i trucchi che ho usato con Louis Jordan, li ho usati con Bill Haley. L'unica differenza è consistita nel modo con cui abbiamo usato il ritmo. Per Jordan abbiamo usato una sezione ritmica perfettamente equilibrata all'era swing ..... ma Bill ha avuto un ritmo più pesante".
La Commodore Records venne messa in liquidazione nel 1954. Tuttavia, tra la fine degli anni cinquanta e l'inizio degli anni sessanta, Gabler continuò a dirigere la Decca, scrivendo canzoni e producendo singoli di successo tra cui I am sorry di Brenda Lee e album tra cui Jesus Christ Superstar. Gabler ha inoltre continuato a produrre tutti i dischi della Comet per Decca fino a quando lasciò l'etichetta nel 1959.
Si ritirò dall'attività quando la MCA consolidò la Decca con le sue altre etichette ed andò a realizzare la fusione della MCA Records con la Universal City, California nel 1971, ma continuò a produrre re-edizioni. Ricevette il Trustees Award per la sua attività di una vita nel 1991 nel corso della cerimonia per l'assegnazione dei Grammy Awards. Nel 1993, venne inserito nella Rock and Roll Hall of Fame da suo nipote, l'attore Billy Crystal. Gabler morì nel distretto di Manhattan nel 2001. Nel 2005, Crystal produsse un documentario ed un CD, entrambi intitolati The Milt Gabler Story, come tributo alla sua attività.